# NGC 3128
NGC 3128 este o emission-line galaxy⁠(d) situată în constelația Hidra. A fost descoperită în 1 ianuarie 1886 de către Francis Leavenworth. Se află la o distanță de 67,47 de megaparseci de Pământ.